# Justus Velsius

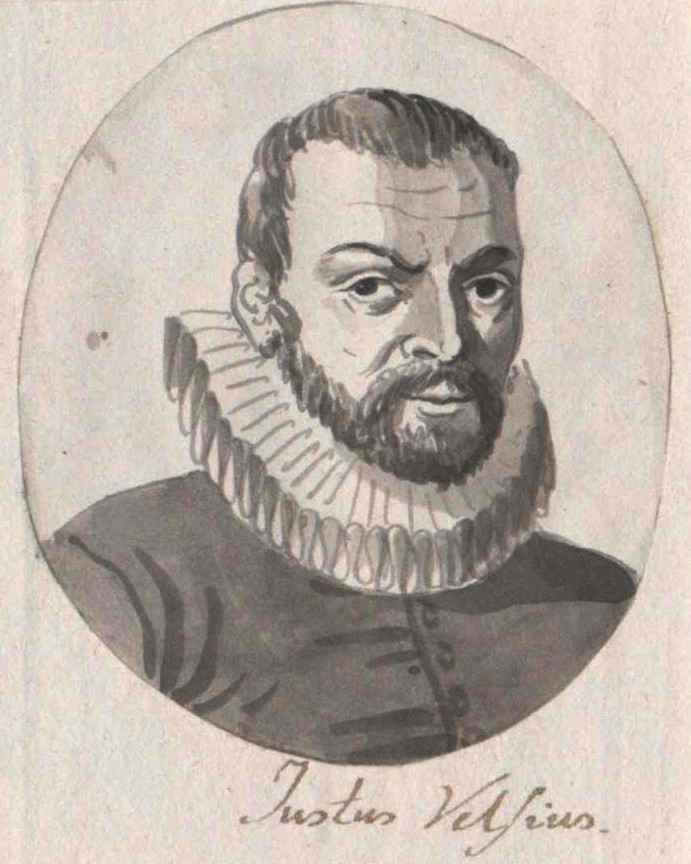
Portret Justus Velsius

Justus Velsius Haganus, of Joost Welsens, (* c. 1510 in Den Haag– † na 1581, locatie onbekend) was een Nederlandse humanist, wiskundige, arts en prediker.
Velsius begon zijn loopbaan als een invloedrijke, maar controversiële docent in Leuven en Straatsburg, en als hoogleraar in Keulen. Hij kwam in conflict met de burgerlijke en kerkelijke overheden in heel Europa. Centraal in zijn werk stond de rechtvaardigingsleer door wedergeboorte, niet door de vergeving van de zonden, en de leer van de vrije wil, waarmee hij afstand nam van de Calvinistische leer van de predestinatie en de in protestantse kring heersende opvattingen over sola fide. Tegen het einde van zijn leven werd hij steeds dwarser, en uiteindelijk presenteerde hij zich als profeet en trok hij door Nederland als gebedsgenezer.

## Levensloop

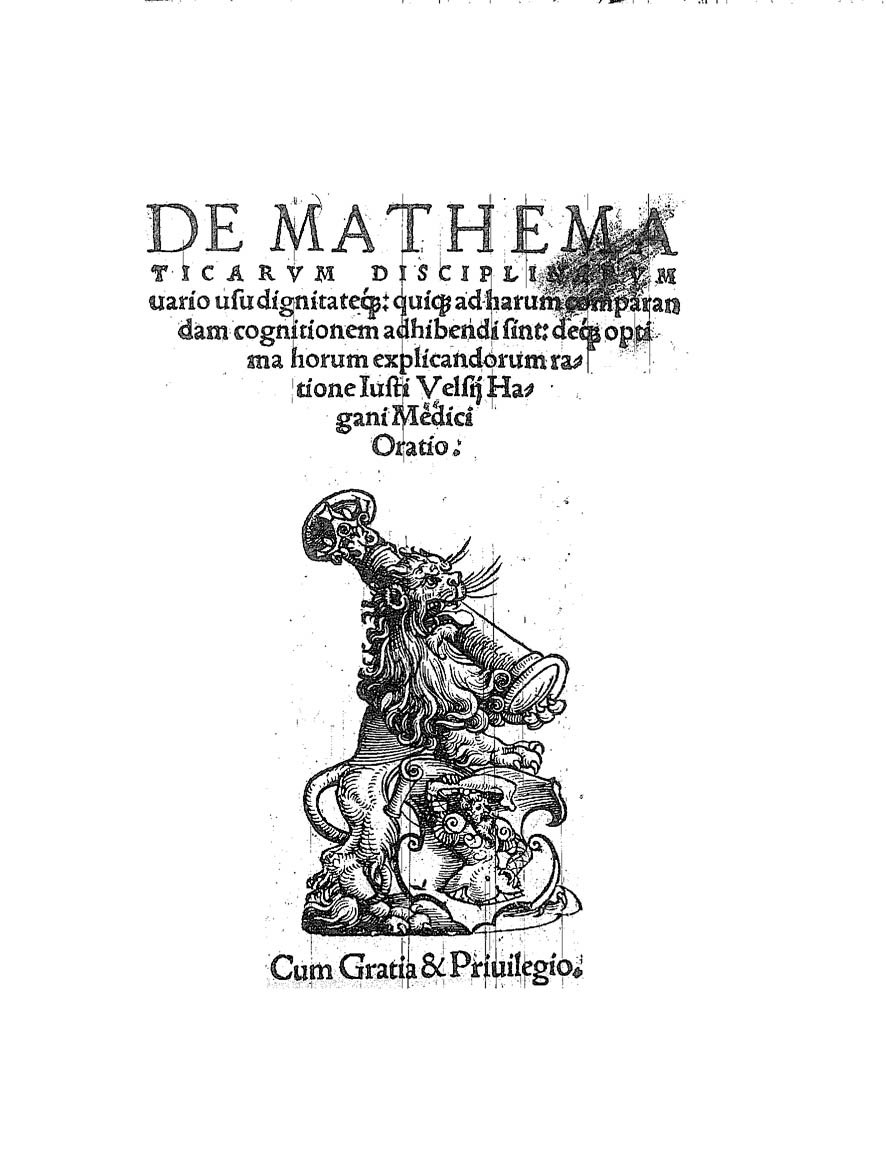
Justus Velsius, De mathematicarum disciplinarum vario usu dignitateque, 1544

Velsius studeerde vrije kunsten en geneeskunde in Bologna. Hij studeerde af als doctor medicinae in 1538 en vestigde zich als arts in Antwerpen, 1540/41.

### Leuven
In 1541 verhuisde hij naar Leuven, waar hij de Portugese humanist Damião de Góis ontmoette, en vriendschappelijke betrekkingen onderhield met Vesalius. Hoewel Velsius geen universitaire aanstelling had, gaf hij in Leuven openbare lezingen over het Grieks, Latijn, filosofie en wiskunde. In 1544 verzorgde hij lezingen over de Dialectica van de Griekse aristoteliaanse humanist Georgios Trapezuntios. De theologische opvattingen van Velsius waren echter omstreden, waarop hij werd gedwongen de Leuvense universiteit te verlaten. In 1542 probeerde hij vergeefs om de plaats van Petrus Nannius in te nemen aan het Collegium Trilingue in Leuven. Toen dat mislukte, gaf hij kort les aan de Latijnse school van Marburg en mogelijk ook nog even in Bazel. Vervolgens verhuisde hij in 1544 naar Straatsburg, op aanbeveling van Martin Bucer.

### Straatsburg
Vanaf 1544 gaf Velsius les in dialectiek en Aristoteliaanse ethiek aan de bovenbouw van het gymnasium in Straatsburg, als collega van Johannes Sturm. Op 17 november 1545 werd hij benoemd tot kanunnik van de Thomaskirche in Straatsburg, op voorspraak van Bucer. Omstreeks 1548 trouwde hij met Beatrix van Steenhoven. In 1548 vaardigde Keizer Karel V het Interim van Augsburg uit, een poging om de protestanten weer terug te krijgen in de moederkerk. Velsius accepteerde het Interim, maar zijn collega's in Straatsburg niet. Vanwege dit conflict werd Velsius vermoedelijk gedwongen om zijn kanonikaat op te geven, en verhuisde hij in 1550 naar Keulen.

### Keulen en de Inquisitie
Naar voorbeeld van het Collegium Trilingue van Leuven richtte de Raad van Keulen een drietalencollege op, en Velsius werd in augustus 1550 benoemd tot hoogleraar filosofie en Grieks. Aangezien Velsius getrouwd was, kwam hij niet in aanmerking voor een universitaire prebende; in plaats daarvan betaalde de Raad zijn salaris. In 1551 en 1552 kreeg hij salarisverhoging, en werd hij ook belast met het onderwijs in de wiskunde. Velsius en zijn collega Jakob Leichius, die betrokken was bij de oprichting van het Gymnasium Tricoronatum, stelden samen een achtjarig curriculum op, vergelijkbaar met Sturms humanistische curriculum in Straatsburg.
Velsius woonde bijeenkomsten bij van de wederdopers in het gildehuis van de boekbinders in de Pfaffengasse van Keulen, waar hij de doperse martelaar Thomas von Imbroich ontmoette. Velsius’ filosofische geschriften, in het bijzonder zijn werk Krisis, leidde tot verdenking van ketterij. Op 29 oktober 1554 veroordeelde de Universiteit van Keulen het werk, en Velsius' onderwijslicentie werd hem afgenomen. Velsius weigerde echter afstand te nemen van zijn werk. Keizer Karel V spoorde de Raad van Keulen daarop aan om actie te ondernemen tegen Velsius, die op 25 maart 1555 een apologie publiceerde, Epistola ad Ferdinandum. Toen Velsius vanuit zijn eigen huis theologische lezingen begon te geven waarin hij het celibaat en de eucharistische aanbidding afwees, werd hij in april 1555 verbannen uit Keulen. Velsius weigerde echter te vertrekken, en werd daarop gevangengenomen, van december 1555 tot maart 1556. Hij riep de hulp in van zijn invloedrijke vriend Viglius, maar die weigerde bemiddeling. Hierop betichtte Velsius zijn vriend van protestantisme, en verbrak hij alle betrekkingen. De Raad van Keulen stelde in reactie op dit incident een richtlijn op tegen ketterij.
De Dominicaner priester Johannes Slotanus was aangesteld als pauselijk inquisiteur voor de Kerkelijke provincie van Mainz, Keulen en Trier, tegen Velsius en drie andere gevangenen, die hij beschuldigde van anabaptisme. Een aantal Protestantse vorsten, in het bijzonder Christoffel van Oldenburg, namen het voor Velsius op bij de Raad. Velsius had zich in december 1555 onderworpen aan de Belijdenis van Augsburg. Daarmee werd hij beschermd door de onlangs gesloten Godsdienstvrede van Augsburg. In de nacht van 26 op 27 Maart 1556 werd Velsius met de boot over de Rijn gezet. Hij nam zijn intrek in Mülheim am Rhein, aan de overkant van de Rijn pal tegenover Keulen, maar onder het gezag van het Hertogdom Berg. Daar hij schreef hij Apologia, opgedragen aan Keizer Karel V en Keizer Ferdinand I (1503-1564). Slotanus reageerde in 1557 met Apologia JV Hagani Confutatio. In reactie daarop schreef Velsius schreef in september 1557 Epistolae, in 1558 gevolgd door Slotanus' Disputationes adversus haereticos liber unus.

### Frankfurt: disputatie met Calvijn
Velsius verhuisde naar in Frankfurt op 15 jul 1556, en stelde Robert Horne, pastor van de Anglicaanse Kerk, op de hoogte van de inzichten waarover hij graag een publieke disputatie met Johannes Calvijn zou voeren. Calvijns komst naar Frankfurt hield verband met conflicten met de hugenoten in Frankfurt, waarin Calvijn wenste te bemiddelen. De disputatie tussen Calvijn, Velsius, Johannes à Lasco en Horne duurde twee dagen. Velsius bepleitte zijn opvattingen over de vrije wil, versus Calvijns leer van de predestinatie. Velsius vatte zijn standpunten samen met: 
"Ofwel is er een vrije wil, of God is een tiran."

In een brief aan Philipp Melanchthon van 17 september 1556, schreef Calvijn vanuit Frankfurt over deze disputatie:
"Ik ben hierheen gesleurd vanwege de tweedracht waar Satan pacht op heeft, nu al bijna twee jaar, in de kleine Franse kerkgemeenschap hier, die inmiddels tot zulke extremiteiten is gereduceerd dat deze verdwenen zou zijn als er niet heel snel werd ingegrepen. Sinds ik de stad binnenkwam heb ik geen moment rust gehad, en alsof ik het nog niet druk genoeg had betrok een malloot genaamd Velsius, met wie je twee keer gecorrespondeerd hebt, mij in nieuwe flauwekul. Maar wij hebben slechts twee dagen besteed aan dit geneuzel. Ik word voortdurend afgeleid met het sussen van dat soort tweedracht, die, vanwege de lange duur ervan, flink wortel heeft geschoten."
Op 15 april 1557 had ook de Raad van Frankfurt genoeg van Velsius; hij werd de stad uitgestuurd.

### Heidelberg, Frankfurt, Straatsburg, Bazel, Zürich, Heidelberg, Marburg
Op 5 augustus 1557 kreeg Velsius vergunning om filosofie te doceren in Heidelberg. In juni 1558 werd deze licentie al weer ingetrokken, in opdracht van keurvorst Otto Hendrik van de Palts, omdat hij stellingen zou hebben ingenomen die ingingen tegen de Heilige Schrift. Velsius schreef een aanval op de pastor van de Heilige Geestkerk, Johann Flinner, over diens opvattingen over de eucharistie, stuurde hem een reeks stellingen over wedergeboorte en de vrije wil, en betichtte de pastor ervan een valse apostel te zijn en een misleider van de keurvorst en van het volk. In november 1559 werd hem, na interventie door keurvorst Frederik III van de Palts, ook het geven van particuliere lezingen verboden, en werd hij door de Senaat van de Universiteit uitgewezen. Velsius "schudde het stof zijner voeten af" en vertrok.
In 1560 was Velsius terug in Frankfurt. Hij vroeg de Raad om toestemming om een boek te laten drukken dat hij had geschreven: Die Summa christlicher Lehre und Lebens (De samenvatting van Christelijke leer en leven). De Raad vroeg om advies van de Lutherse predikanten, die op 2 augustus 1560 schreven dat het boek stellingen bevatte die ingingen tegen de orthodoxe leer. Zij gaven ook uiting aan hun bezorgdheid dat de leerstellingen zouden kunnen leiden tot onrust in de buitenlandse kerken in de stad, zoals dat al eerder was gebeurd in Münster. Op 18 maart 1561 beval de Raad Velsius om de stad te verlaten, aangezien hij het boek toch had laten drukken, zonder toestemming. De herbergier waar hij logeerde, Hansen Braun, werd aangezegd hem de deur te wijzen.
In mei 1561 was Velsius in Straatsburg. Hij legde 20 stellingen voor, waarschijnlijk dezelfde die hij al in Heidelberg en Frankfurt had geschreven. De stellingen werden afgewezen, vanwege strijdigheid met de catechismus die toen in Straatsburg gold.
Een maand later, juni 1561, kwam Velsius aan in Bazel. Daar trof hij een aantal geestverwanten, zoals Sebastian Castellio, met wie hij al eerder had gecorrespondeerd, en tolerante theologen als Martin Cellarius en Celio Secondo Curione. Hij legde een exposé voor aan de Raad van de Universiteit, die er op 16 juni over beraadslaagde. De Raad schoof het document ter beoordeling door naar de theologische faculteit, omdat die er meer verstand van werden geacht te hebben. Cellarius stelde voor om een besloten academische disputatie te organiseren over een aantal van Velsius' stellingen, maar Velsius weigerde: hij nam alleen genoegen met een openbaar debat.
Op 25 juni vertrok Velsius naar Zürich, waar hij de volgende dag aankwam. Hij schreef aan de Raad, en Heinrich Bullinger reageerde namens de Raad. De Raad voelde zich niet aangesproken, aangezien Velsius Luther en de Rooms-Katholieke kerk aanviel. Zürich wenste daar buiten te blijven. Op 4 juli verliet Velsius de stad weer.
Op 1 augustus 1561 kwam Velsius weer terug in Heidelberg, waar hij brieven schreef aan Bonifacius Amerbach en Johannes Sturm. Eind augustus ging hij doceren aan de geneeskundige faculteit van Marburg. Hij bleef er slechts een paar maanden.

### Londen: meer religieuze onrust
In 1563 stak Velsius Het Kanaal over naar Engeland waar hij zich inschreef bij de Nederlandse Kerk in Londen. De controverse bleef niet lang uit: dit keer polemiseerde Velsius met een dode: Nicolaas Carinaeus, de voorganger, die het jaar daarvoor in Londen aan de pest was overleden. Carinaeus had zijn opvattingen uiteengezet over de wedergeboorte middels Christus. Velsius nam daar publiekelijk stelling tegen: de volmaaktheid van Adam kon worden bereikt middels innerlijke wedergeboorte. Carinaeus' collega, Peter Deloene, wenste niet met Velsius in discussie te gaan, waarop Velsius hem excommuniceerde en overliet aan Satan. Velsius werkte zijn opvattingen uit in Hominis Christiani Norma (De normen van de Christelijke mens), waarin hij uiteenzette dat de mens middels wedergeboorte goddelijk kon worden, zoals Jezus zelf. Hij stuurde exemplaren van zijn uiteenzetting aan de bisschop van Londen, Edmund Grindal, de secretaris van staat William Cecil, en aan Koningin Elizabeth zelf, "ad proprias manus".

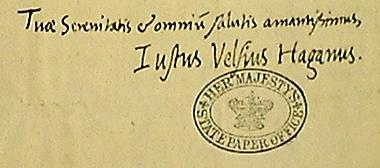
Justus Velsius' handtekening op zijn brief aan Koningin Elizabeth

In zijn brief aan de Koningin beweerde Velsius over profetische gaven te beschikken, omdat hij wonderen kon verrichten. Hij schreef ook een brief aan de Franse ambassadeur waarin hij de wraak van God voorspelde over iedereen die zijn stellingen niet onderschreven, aangezien Velsius begiftigd was met profetische gaven, want Christus leefde in hem. De bediende van de ambassadeur, Cosmus, vastte vijf of zes dagen na Velsius' bewering dat hij na onthouding in staat zou zijn om illuminationes a coelo te ontvangen: hemelse verlichting. Volgens Grindal werd Cosmus bevangen door krankzinnigheid, dus van verder onderzoek werd afgezien. Bisschop Grindal schreef een commentaar op diens Norma, waarin hij tot de conclusie kwam dat Velsius' leringen blasfemisch waren, en ingingen tegen de rechte leer. Velsius werd opgeroepen voor een kerkelijke commissie, bestaande uit Bisschop Grindal, zijn oude bekende uit Frankfurt Robert Horne die inmiddels Bisschop van Winchester was geworden, en de deken van St. Paul 's Alexander Nowell, die na een uitgebreide discussie Velsius uit naam van de Koningin geboden om het koninkrijk verlaten. Velsius nam dat niet licht op: hij gebruikte zeer onwelvoeglijke woorden over de Koningin en hij voorspelde de dood van de bisschop van Winchester en vervloekte andere belangrijke publieke figuren.

### Gevangen in Groningen
Velsius ging terug naar Nederland, in april 1566 kwam hij aan in Groningen. In april 1570 werd hij in Keulen gesignaleerd. In 1574 belandde hij in de gevangenis van Groningen, vermoedelijk om religieuze redenen. De autoriteiten hadden medelijden met hem, inmiddels een oudere heer, en blijkbaar depressief. Het stadsbestuur stelde voor om hem vrij te laten, vanwege de ontberingen in de gevangenis, en uit bezorgdheid voor zijn tweede vrouw, Grete Cassens, die in haar eigen levensonderhoud moest voorzien. Stadhouder De Robles had een gesprek met Velsius, en verwees naar bisschop Johannes Knijff, die de deken van de kathedraal verzocht om zich in de zaak te verdiepen. Op 24 augustus 1574 keurde Knijff Velsius' vrijlating goed. Echter, Velsius weigerde echter te vertrekken uit de gevangenis, omdat hij alleen wenste te worden vrijgelaten door Gods genade, niet door menselijk ingrijpen. Deze patstelling duurde tot mei 1575, toen De Robles Velsius uit de gevangenis zette, omdat het aangrenzende bastion versterkt moest worden en klaargemaakt voor het garnizoen.

### Gebedsgenezer in Nederland
Sinds zijn aankomst in Nederland trok hij door het land als protestants prediker en gebedsgenezer. Hij zegde over profetische gaven te beschikken en wonderen te kunnen verrichten. In 1578, 1580 en 1581 werd hij in Leiden gesignaleerd. Plaats en jaartal van zijn dood zijn onbekend.

## Theologie
Justus Velsius is interessant omdat zijn leven het onrustige intellectuele klimaat van 16e-eeuws Europa weerspiegelt. Zijn theologische profiel in het religieuze landschap biedt weinig houvast; hij was een eenling. Hij bestreed Luthers dogma van "sola fide" en was sterk gericht op de vrije wil van de mens; aan de andere kant onderschreef hij de Lutherse Eucharistie en wees hij de leer van de transsubstantiatie af. Wat Velsius onderscheidt is dat hij rechtvaardiging zag door wedergeboorte, niet door de vergeving van de zonden.
Geloof was de wortel van de rechtvaardiging. Een ongelovige zou nooit het woord van Jezus op waarde kunnen schatten. Maar in de harten van degenen die werkelijk geloofden zou de Heilige Geest volmaakte caritas vestigen en niets zou tussen hen en Jezus de God kunnen komen staan. Maar geloof alleen was niet genoeg: er moest ook sprake zijn van wedergeboorte. Wie werd wedergeboren, zou niet alleen de krachten verkrijgen van de nieuwe mens, maar ook de krachten die verloren waren gegaan bij zijn eerste geboorte. Pas door wedergeboorte zou de mens compleet zijn.
Velsius zag zichzelf als een boodschapper van God, gezonden om de mensen te waarschuwen voor de eeuwige verdoemenis, en beweerde zijn leringen door wonderen te kunnen bevestigen.

### Invloeden
Velsius' Platoonse opvatting over wedergeboorte en de Goddelijke mens vertoont grote gelijkenis met die van de Spiritualisten, waaronder David Joris en andere wederdopers. Ook met de leerstellingen van Coornhert vertonen deze opvattingen overeenkomsten.
Er wordt wel gespeculeerd dat Velsius en Michael Servet elkaar kenden, aangezien beiden nauwe betrekkingen onderhielden met Andreas Vesalius. Velsius' opvattingen over de predestinatie vertonen overeenkomsten met die van Servet, en het is opmerkelijk dat de disputatie tussen Calvijn en Velsius plaatsvond minder dan drie jaar nadat Calvijn Servet wegens zijn opvattingen had laten executeren wegens ketterij.
Rembert suggereert dat Velsius bekend was met de Vlaamse Doperse hervormer Johannes Campanus, of op zijn minst dat zij op de hoogte waren van elkaars werk.
Velsius' opvattingen vertonen ook verwantschap aan die van de Huis der Liefde. Velsius was een tijdgenoot van Hendrik Niclaes, de oprichter, en het is mogelijk dat zij elkaar kenden.

## Werken (selectie)
- Hippocratis Coi De insomniis liber. Matthaei Crommij (1541), Antwerpen. Gearchiveerd op 4 september 2023.
- Ciceronis Academicarvm Qvaestionvm Liber Primvs. Servatius Zassenus (1542), Leuven.
- Vtrvm In Medico Varia-rvm Artivm Ac Scien-tiarum cognitio requiratur. Johannes Oporinus (1543), Bazel. Gearchiveerd op 4 september 2023.
- De mathematicarum disciplinarum vario usu oratio. Cratonus Mylius (1544), Straatsburg.
- Procli de motu Libri II. Joannes Hervagius (1545), Bazel.
- In Cebetis Thebani Tabvlam Commentariorvm Libri Sex. (1551), Lyon.
- Simplicii omnium Aristotelis interpretum praestantissimi. Michael Isingrinius (1551), Bazel. Gearchiveerd op 4 september 2023.
- In Aristotelis de virtutibus librum Commentarium libri III. Martinus Gymnicus (1551), Keulen.
- De artium liberalium et Philosophiae Praecepta tradendi recta ratione. Arnold Birkmann (1554), Keulen.
- Probabiliter disserendi ratio et via quae in Aristotelis Topicis traditur. Arnold Birkmann (1554), Keulen.
- Κρισις : Verae Christianaeqve Philosophiae comprobatoris. Jacob Soter (1554), Keulen.
- Beschreibung Vrtheil des zumollobenden bewehrers vnd nachfolgers der waren Christlichen weyssheit. (1554).
- De humanae vitae recta ratione ac via, seu de hominis Beatitudinibus. Johannes Oporinus (1554), Bazel. Gearchiveerd op 4 september 2023.
- Epistola ad Ferdinandum Romanorum Regem. Johannes Oporinus (1555), Bazel. Gearchiveerd op 4 september 2023.
- Apologia Iusti Velsii Hagani, contra haereticae pravitatis appellatos Inquisitores. Christian Egenolff (1556), Frankfurt. Gearchiveerd op 4 september 2023.
- Epistolae, aliaque quaedam scripta et vocationis suae rationem et totius Coloniensis negotii summam complectentia ( - Brevis verae christianaeque philosophiae descriptio). Johannes Oporinus (1557), Bazel. Gearchiveerd op 4 september 2023.
- Tabula totius philosophiae moralis thesaurum complectens. Andreas Wechel (1557), Parijs.

## Voetnoten
1. ↑  De Wal suggereert dat Velsius niet afkomstig is uit Den Haag maar uit Heeg. Zie de Wal, J. (1886). Nederlanders, studenten te Heidelberg. E.J. Brill, Leiden, p. 41. Gearchiveerd op 4 september 2023.
2. ↑  (la) Slotanus, Joannes (1557). Apologiae Iusti Velsii Hagani, confutatio. Jasp. Gennepaeus, Keulen.
3. ↑  (la) Slotanus, Joannes (1558). Disputationum Adversus haereticos Liber unus: In quo sub propugnatione articulorum Iusto Velsio Coloniae propositorum omnes ferme huius seculi controuersiae discutiuntur. Bathenius, Keulen.
4. ↑  Zie Pollet (1977)
5. ↑  "aut esse liberum arbitrium, aut Deum tyrannum esse"
6. ↑  (en) Calvin, Jean (1975). John Calvin: Selections from His Writings. Oxford University Press, Oxford. ISBN 9780891300250.
7. ↑  (de) Drüll, Dagmar (2002). Heidelberger Gelehrtenlexikon. Springer, Berlin: Heidelberg. ISBN 3-540-43530-1. Gearchiveerd op 4 september 2023.
8. ↑  (de) Marbach, Johann (1856). Der Antheil der Strassburger an der Reformation in Churpfalz. C.F. Schmidt, Strassburg.
9. ↑  Mattheus 10:14-15, Marcus 6:11-13, Lucas 9:5-6, Handelingen 13:51-52
10. ↑  (de) Büttinghausen, Karl (1776). Beyträge zur Pfälzischen Geschichte. Tobias Löffler, Mannheim.
11. ↑  (de) Frankfurter Verein für Geschichte und Landeskunde, Verein für Geschichte und Altertumskunde in Frankfurt am Main (1858). Archiv für Frankfurts Geschichte und Kunst, Volume 2, Issues 5-8. Heinrich Keller, Frankfurt.
12. ↑  (de) Frankfurter Verein für Geschichte und Landeskunde (1860). Archiv für Frankfurts Geschichte und Kunst, Issues 45-47. Gesellschaft für Frankfurts Geschichte und Kunst, Frankfurt.
13. ↑  Van Toorenenbergen, J. J. (1873). Gheschiedenissen ende handelingen die voornemelick aengaen de Nederduytsche natie ende gemeynten: wonende in Engelant ende int bysonder tot Londen. Kemink en Zoon, Utrecht.
14. ↑  (en) Strype, John (1824). Annals of the reformation and establishment of religion. Clarendon Press, Oxford. Gearchiveerd op 4 september 2023.
15. ↑  (en) Strype, John (1821). The history of the life and acts of the Most Reverend Father in God, Edmund Grindal, the first Bishop of London. Clarendon Press, Oxford.
16. ↑  Velsius' Christiani Hominis Norma, en zijn brieven aan Grindal, Queen Elizabeth, de Franse ambassadeur, Cecil, en aanverwante documenten van Grindal staan online op de website van de Universiteit van Hull, Volume 28 maart-mei 1563. Het archief bevat ook een brief aan Calvijn met stellingen tegen Calvijns leerstellingen, met commentaren van Horne; het betreft mogelijk de stellingen die zijn gebruikt in de disputatie van Frankfurt. Voor transcripties van Grindals opstel, en Velsius' Norma, zie hier, hier, en hier.
17. ↑  Reitsma, J. (1894). Groningsche Volksalmanak. E.B. van der Kamp, Groningen, "Dr. Justus Velsius in Groningen", 56–74.
18. ↑  (de) Rembert, Karl (1899). Die "Wiedertäufer" im Herzogtum Jülich. R. Gaertner, Berlin, 460, 575–590. ISBN 0-8370-9106-3. Gearchiveerd op 4 september 2023.